# Tuyen Quang
Tuyen Quang (vietnamita: Tuyên Quang) é uma província do Vietnã.